# Enhetsskiva
Enhetsskivan är en cirkelskiva med centrum i origo och radien 1. Dessa båda egenskaper gör att den ofta är enklare att hantera matematiskt än de flesta andra cirkelskivor. 
I Kartesiska Koordinater uttrycks den
{\displaystyle \{x,y:x^{2}+y^{2}\leq 1\}}.

## Omkrets och area
Enhetsskivans omkrets erhålls genom att sätta radien, r, till 1 i formeln för en cirkels omkrets enligt:
{\displaystyle O=2\pi r\ =2\pi \cdot 1=2\pi }
Arean erhålls på motsvarande sätt med formeln för en cirkelskivas area:
{\displaystyle A=\pi r^{2}\ =\pi \cdot 1^{2}=\pi }